# 블루 시스템
블루 시스템(독일어: Blue System)은 모던 토킹이 해체된 후 1987년 디터 볼렌이 창립한 독일 팝 그룹이다.